# Peter Tradowsky
Peter Tradowsky (* 5. Dezember 1934 in Berlin; † 23. Dezember 2019 ebenda) war ein deutscher Anthroposoph.

## Leben
Peter Tradowsky studierte Germanistik und Geographie an der Freien Universität Berlin und unterrichtete nach seinem zweiten Staatsexamen von 1962 bis 2000 an der Rudolf-Steiner-Schule in Berlin-Dahlem. Er war Mitbegründer des Anthroposophisch-Pädagogischen Seminars in Berlin (im Herbst 2002 umbenannt in: „Seminar für Anthroposophie“), wo er bis zu seinem Tod als Dozent lehrte. Gleichzeitig war er von 1955 bis 2005 verantwortlicher Mitarbeiter des Arbeitszentrums Berlin der Anthroposophischen Gesellschaft in Deutschland. Er war einer der ersten Unterstützer der angeblich stigmatisierten Judith von Halle.

## Schriften
- Kaspar Hauser oder das Ringen um den Geist. Ein Beitrag zum Verständnis des 19. und 20. Jahrhunderts. Philosophisch-Anthroposophischer Verlag, Goetheanum, Dornach 1980, ISBN 3-7235-0355-1 (mehrere Auflagen).
- Kaspar Hauser. Das Kind von Europa. Urachhaus Verlag, Stuttgart 1984, ISBN 3-87838-385-1. (Mit Johannes Mayer).
- Demetrius im Entwicklungsgang des Christentums. Verlag am Goetheanum, Dornach 1989, ISBN 3-7235-0540-6.
- Eh das Jahrhundert schließt … . Verlag am Goetheanum, Dornach 1993, ISBN 978-3-7235-0670-7.
- Christ und Antichrist. Verlag am Goetheanum, Dornach 1996, ISBN 3-7235-0971-1.
- „Auf’s neue nach so langer Frist soll ich beschimpft, zertreten werden.“ Kaspar Hauser im Geisteskampf der Gegenwart. Verlag am Goetheanum, Dornach 1998, ISBN 3-7235-1005-1.
- Beiträge in: „Und wäre Er nicht auferstanden …“. Die Christus-Stationen auf dem Weg zum geistigen Menschen. Verlag am Goetheanum, Dornach 2005, ISBN 3-7235-1255-0.
- Vom Kampf gegen den Geist. Zum Schicksalsgang der Freien Hochschule für Geisteswissenschaft im 20 Jahrhundert. Verlag am Goetheanum, Dornach 2005, ISBN 978-3-7235-1256-2.
- „Und das Licht schien in der Finsternis …“. Verlag am Goetheanum, Dornach 2008, ISBN 978-3-7235-1335-4.
- Stigmatisation – Ein Schicksal als Erkenntnisfrage. Verlag am Goetheanum, Dornach 2009, ISBN 978-3-7235-1350-7.
- Die Stunde des Widerstands. Das Ich als Kern des Widerstands. Verlag für Anthroposophie, Dornach 2010, ISBN 978-3-03769-024-6.
- Das Mysterium von Golgatha, Radioaktivität und Atomkraft. Von der Auferstehung zum Pfingstgeist. Verlag für Anthroposophie, Dornach 201, ISBN 978-3-03769-036-9.
- Lichtblicke – Die Bedeutung der spirituellen Arbeit. Verlag für Anthroposophie, Dornach 2012, ISBN 978-3-03769-040-6.
- Die Gegenwart Christi. Verlag für Anthroposophie, Dornach 2013, ISBN 978-3-03769-044-4.